# خابيير جارثيا دوتشيني
خابيير جارثيا دوتشيني (بالإنجليزية: Javier García Duchini)‏ (28 نوفمبر 1963 في مونتفيدو - ) سياسي، وطبيب من الأوروغواي ينتمي للحزب الوطني. شغل منصب وزير الدفاع الوطني من 1 مارس 2020 حتى 4 مارس 2024. ثم شغل منصب وزير الداخلية المؤقت من 22 إلى 24 مايو 2021، عقب وفاة خورخي لاراناجا. وهو عضو في مجلس الشيوخ عن الفترة من 2025 حتى 2030.